# Adrian Vieira
Adrian Henrique Dias Vieira (* 3. Januar 2001) ist ein brasilianischer Hürdenläufer, der sich auf die 110-Meter-Distanz spezialisiert hat und auch im Weitsprung an den Start geht.

## Sportliche Laufbahn
Erste Erfahrungen bei internationalen Meisterschaften sammelte Adrian Vieira im Jahr 2017, als er bei den U18-Weltmeisterschaften in Nairobi mit 13,91 s in der ersten Runde über 110 Meter Hürden ausschied. Im Jahr darauf siegte er mit 7,28 m im Weitsprung bei den U18-Südamerikameisterschaften in Cuenca und belegte in 15,05 s den fünften Platz im Dreisprung. Anschließend startete er im Weitsprung bei den Olympischen Jugendspielen in Buenos Aires und gelangte dort auf Rang vier. 2019 gewann er bei den U20-Südamerikameisterschaften in Cali mit 7,23 m die Silbermedaille im Weitsprung und sicherte sich in 13,85 s auch die Silbermedaille im Hürdensprint. Anschließend gelangte er bei den U20-Panamerikameisterschaften in San José mit 13,78 s auf Rang sieben über die Hürden und wurde im Weitsprung mit 7,39 m Vierter. 2021 klassierte er sich bei den erstmals ausgetragenen Panamerikanischen Juniorenspielen in Cali mit 14,42 s auf dem sechsten Platz im Hürdensprint und siegte in 39,21 s mit der brasilianischen 4-mal-100-Meter-Staffel. Im Jahr darauf siegte er dann bei den U23-Südamerikameisterschaften im heimischen Cascavel mit neuem Meisterschaftsrekord von 13,74 s über 110 Meter Hürden. 2023 schied er bei den World University Games in Chengdu mit 14,13 s im Vorlauf über 110 m Hürden aus und verpasste mit der Staffel mit 40,48 s den Finaleinzug.
2022 wurde Vieira brasilianischer Meister in der 4-mal-100-Meter-Staffel.

## Persönliche Bestzeiten
- 110 m Hürden: 13,68 s (+1,4 m/s), 19. Mai 2023 in São Paulo
- Weitsprung: 7,64 m (+1,7 m/s), 4. September 2021 in Bragança Paulista